# Six Jours de Cleveland
Les Six Jours de Cleveland sont une course cycliste de six jours disputée à Cleveland, aux États-Unis. 16 éditions sont organisées entre 1933 et 1958.

## Palmarès
| Année    | Vainqueur                                        | Deuxième                                                | Troisième                                                    |
| -------- | ------------------------------------------------ | ------------------------------------------------------- | ------------------------------------------------------------ |
| 1933 (1) | Reginald McNamara Norman Hill                    | Xavier Van Slembroeck Freddy Zach                       | Dave Lands Charles Winter                                    |
| 1933 (2) | Jules Audy Piet van Kempen                       | Frank Bartell Fred Ottevaire                            | Albert Crossley Charles Winter                               |
| 1934 (1) | William Peden Freddy Zach                        | Henri Lepage Alfred Letourneur                          | Charles Ritter Bobby Thomas                                  |
| 1934 (2) | Gustav Kilian Werner Miethe Heinz Vopel          | Albert Crossley Reginald Fielding Xavier Van Slembroeck | Jimmy Walthour Charles Winter Freddy Zach                    |
| 1935     | Alfred Letourneur Tino Reboli                    | William Peden Jules Audy                                | Gerard Debaets Bobby Thomas                                  |
| 1936     | Non-disputés                                     |                                                         |                                                              |
| 1937     | Gustav Kilian Heinz Vopel                        | George Dempsey Eddie Testa                              | Fred Ottevaire Charles Winter                                |
| 1938     | Gustav Kilian Heinz Vopel                        | Albert Crossley Jimmy Walthour                          | Fred Ottevaire Henry O'Brien                                 |
| 1939 (1) | Albert Crossley Jimmy Walthour                   | Angelo De Bacco Tino Reboli                             | Cecil Yates Henry O'Brien                                    |
| 1939 (2) | Charles Bergna Archie Bollaert                   | Cesare Moretti Jr Jules Audy                            | Albert Crossley Jimmy Walthour                               |
| 1940     | Gustav Kilian Heinz Vopel                        | Charles Bergna Archie Bollaert                          | Albert Crossley Henry O'Brien                                |
| 1941     | Non-disputés                                     |                                                         |                                                              |
| 1942     | Charles Bergna Angelo De Bacco                   | William Anderson Douglas Peden                          | Cecil Yates Jules Audy                                       |
| 1943-46  | Non-disputés                                     |                                                         |                                                              |
| 1947     | Francis Grauss Angelo De Bacco                   | Charles Bergna Cecil Yates                              | Émile Ignat Henri Surbatis                                   |
| 1948     | Non-disputés                                     |                                                         |                                                              |
| 1949     | Charles Bergna Cecil Yates                       | Erwin Pesek Charly Yaccino                              | Stanley Bransgrove Ferdinand Grillo                          |
| 1950-56  | Non-disputés                                     |                                                         |                                                              |
| 1957     | Herbert Weinrich Heinz Zoll                      | Alfred Strom John Tressider                             | Marcel Bareth Jacques Renaud                                 |
| 1958 (1) | Steve Hromjack John Tressider Edward Vandevelde  | Jan Plantaz Harm Smits Walter Willaert                  | Modèle:Itàlia Gino Guerrini Herbert Weinrich Fred Weltrowski |
| 1958 (2) | Fred Weltrowski John Tressider Edward Vandevelde | Theo Intra Heinz Müller Herbert Weinrich                | Rud Jacobsson Max Jørgensen Waldon Stanberg                  |